# 104 Dywizja Strzelecka (ZSRR)
104 Dywizja Strzelecka (ros. 104-я стрелковая дивизия) – związek taktyczny piechoty Armii Czerwionej.
Sformowana w marcu 1939 roku w Murmańsku jako 104 Dywizja Strzelców Górskich na bazie 162 ps i pododdziałów 54 DS. Latem 1940 przeformowana w 104 DS.

## Struktura organizacyjna
- 217 Pułk Strzelecki
- 242 Pułk Strzelecki
- 273 Pułk Strzelecki
- 290 Pułk Artylerii Lekkiej
- 502 Pułk Artylerii Haubic (do 14.10.1941)